# Vladimír Landa (1923)
Vladimír Landa (14. května 1923, Ludina, Chorvatsko – 17. prosince 1988) byl český spisovatel a scenárista.
Pracoval u Československých aerolinií, později jako podnikový kontrolor. Je autorem próz s tematikou života české menšiny v Chorvatsku, ve kterých baladické příběhy se snovou rovinou spojuje s realitou válečných zážitků a partyzánského odboje.